# Epilessia tipo assenza giovanile
L'epilessia tipo assenza giovanile è una forma poco comune di epilessia generalizzata che si caratterizza per la perdita di coscienza repentina e fugace nei soggetti di età compresa tra i 10 e i 17 anni.

## Epidemiologia
L'epilessia tipo assenza giovanile è una forma rara di epilessia generalizzata, con insorgenza più tardiva rispetto all'epilessia tipo assenza infantile e con massimo picco di frequenza tra i 10 e i 12 anni.

## Profilo clinico
Rispetto all'epilessia tipo assenza infantile, questa forma di epilessia, caratterizzata comunque da assenze tipiche, si associa più frequentemente a crisi convulsive tonico-cloniche che si manifestano tipicamente al risveglio. Le crisi di assenza sono inoltre meno numerose (definite per questo spaniolettiche) e talora associate (16%) a crisi miocloniche.

## Profilo diagnostico
La bassa frequenza e la caratteristica sovrapposizione delle manifestazioni tonico-clonico a quello di assenza tipica, rendono difficile la diagnosi differenziale di questa forma di epilessia. La definizione avviene per esclusione con 
- La sindrome di Janz, in cui le crisi miocloniche, pur manifestandosi al risveglio, si estendono raramente oltre il distretto superiore.
- L'epilessia tipo assenza infantile, che colpisce soggetti di età inferiore ai 10 anni; occorre tuttavia ricordare che il tipico quadro di assenza infantile può estendersi anche nell'età adulta con la comparsa di altri fenomeni epilettici come le crisi di grande male.
- L'epilessia con assenze miocloniche, in cui le manifestazioni miocloniche esordiscono in soggetti con meno di 10 anni.

La diagnosi definitiva avviene per raccolta accurata dell'anamnesi e con la valutazione elettroencefalografica che mostra, durante le crisi di assenza, tipici complessi punta-onda a 3–4 Hz con ritmo di fondo normale.

## Terapia
Benché l'epilessie tipo assenza rispondano bene sia alla terapia con etosuccimide che con acido valproico, quest'ultimo farmaco rappresenta la terapia di elezione nell'epilessia tipo assenza giovanile per il miglior controllo sulle crisi miocloniche.